# Friedrich Fromm
Friedrich Fromm (Berlijn, 8 oktober 1888 - Brandenburg an der Havel, 12 maart 1945) was een Duitse generaal, die vooral bekend is om zijn rol bij de aanslag op Adolf Hitler.
Fromm was luitenant in de Eerste Wereldoorlog, kwam uit een gezin van militairen waar plichtsgetrouwheid en stiptheid zeer hoog in het vaandel stonden.
Fromm speelde een belangrijke rol in de machtsstructuur van het vroege naziregime: vanaf 1933 was hij verantwoordelijk voor materiële en personele heropbouw van het Duitse leger. In de Tweede Wereldoorlog was hij opgeklommen tot Generaloberst en commandant van de 'vervangingsstrijdkracht' (Ersatzheer).
In deze hoedanigheid was hij de superieur van Claus von Stauffenberg die in de laatste periode als adjudant bij hem heeft gewerkt.
Nadat operatie Barbarossa tot stilstand gekomen was en de Russische tegenaanval begon, adviseerde Fromm een defensieve tactiek voor 1942 daar de voorraden uitgeput raakten. Op dat moment was zijn mening dat de oorlog beëindigd zou moeten worden daar de vele fronten niet meer te bevoorraden waren. Daar hij niet onvoorwaardelijk elk bevel terstond uitvoerde werd hij door Goebbels als vijand van de partij gezien. Gottlob Berger had een hekel aan Fromm en zocht een mogelijkheid om van hem af te komen en de functie over te nemen. Hij werd hierin gesteund door Himmlers tweede man Jüttner.
Fromm was waarschijnlijk op zijn minst op de hoogte van de plannen van Stauffenberg en zijn medestanders en wellicht ook passief betrokken bij de samenzwering tegen Hitler. Hij werd als een weifelaar gezien, hield zich strikt aan de militaire erecode.  Hij werd beschouwd als een mogelijke medestander. Tot de harde kern van de samenzweerders heeft hij niet behoord. Hij had al veel problemen met Keitel en veel onderlinge strijd met de SS.
Toen na de aanslag van 20 juli 1944 de dood van Hitler niet bevestigd was, heeft hij navraag gedaan bij Keitel die bevestigde dat Hitler nog in leven was. Fromm, die weigerde mee te werken, werd als veiligheidsrisico beschouwd door de coupplegers en opgesloten. Later die dag werd hij echter ontzet door loyale troepen en kon hij de belangrijkste samenzweerders arresteren. Hij had ongetwijfeld geen behoefte aan een ondervraging waarbij de samenzweerders zijn naam zouden noemen en liet ze direct executeren. Dit tegen het expliciete bevel van Hitler om de samenzweerders koste wat het kost levend gevangen te nemen. Generaal Beck mocht op verzoek zelfmoord plegen (conform de erecode van officieren) maar toen het hem na twee pogingen nog niet lukte werd hij doodgeschoten. De rest van de coupplegers, waaronder ook Stauffenberg, werd op de binnenplaats van de kazerne aan de Bendlerstrasse in Berlijn geëxecuteerd.
Dit zou Fromm echter niet redden. Hij werd gearresteerd en hem werd verweten dat hij niets had gedaan terwijl hij op de hoogte was van de samenzwering. Hij werd op 22 juli 1944 gearresteerd. Op 23 juli 1944 werd hij bij Goebbels ontboden op de Wolfsschanze. Daar waren Goebbels, Dr. Naumann, Bormann en Speer aan tafel bij Hitler. Zij concludeerden mede door het navragen bij Keitel over bevestiging van de dood van Hitler dat hij van een vorm van samenzwering geweten had en door het standrechtelijk doden van Von Stauffenberg c.s. leek het dat Fromm mededeelnemer was. Fromm werd ontslagen uit het Duitse leger op 14 september 1944. Burger Fromm werd ter dood veroordeeld als onwaardig voor de militaire dienst door een volksgericht op 7 maart 1945. Aangezien de rechtbank niet een directe associatie met de samenzweerders van de coup op 20 juli 1944 kon vaststellen werd hij veroordeeld wegens lafheid voor de vijand. Het verlies van zijn waardigheid voor militaire dienst leidde tot een permanent verlies van alle eer, rangen en orders.
Op 12 maart 1945 werd hij door een vuurpeloton geëxecuteerd in gevangenis Brandenburg-Görden.

## Militaire loopbaan
- Fahnenjunker: 30 december 1906[3][4]
- Fähnrich: 16 augustus 1907[2][3]
- Leutnant: 18 juni 1908[2][3]
- Oberleutnant: 28 november 1914[2][3]
- Hauptmann: 18 april 1916[2][3]
- Major: 1 maart 1927[2][3][6]
- Oberstleutnant: 1 april 1931[2][3][6]
- Oberst: 1 februari 1933[2][3]
- Generalmajor: 1 november 1935[2][3]
- Generalleutnant: 1 januari 1938[7][2][3]
- General der Artillerie: 20 april 1939[2] - 1 april 1939[7][3]
- Generaloberst: 19 juli 1940[7][2][3][6]

## Decoraties
- Ridderkruis van het IJzeren Kruis op 6 juli 1940 als General der Artillerie en Chef der Heeresausrüstung und Befehlshaber des Ersatzheeres[8][9][5][2][3]
- IJzeren Kruis 1914, 1e Klasse en 2e Klasse[10][2][3]
- Herhalingsgesp bij IJzeren Kruis 1939, 1e Klasse en 2e Klasse[2]
- Gewondeninsigne 1918 in zwart[10][2]
- Kruis voor Militaire Verdienste (Oostenrijk-Hongarije), 3e Klasse met Oorlogsdecoratie[10][2]
- Hanseatenkruis van Hamburg[10][2]
- Erekruis voor Frontstrijders in de Wereldoorlog[2]
- Medaille ter Herinnering aan de 13e Maart 1938[2]
- Anschlussmedaille met gesp „Prager Burg“[2]
- Medaille ter herinnering aan de Thuiskomst van het Memelland[2]
- Dienstonderscheiding van Leger en Marine, (25 dienstjaren)[2]